# هانز بيسلر
هانز بيسلر (مواليد 11 فبراير 1934) هو مبارز بالسيف سويسري، مثّل بلاده في الألعاب الأولمبية الصيفية 1960.

## روابط رياضية
هانز بيسلر على موقع أوليمبيديا (الإنجليزية)